# Albero della vita (Eden)

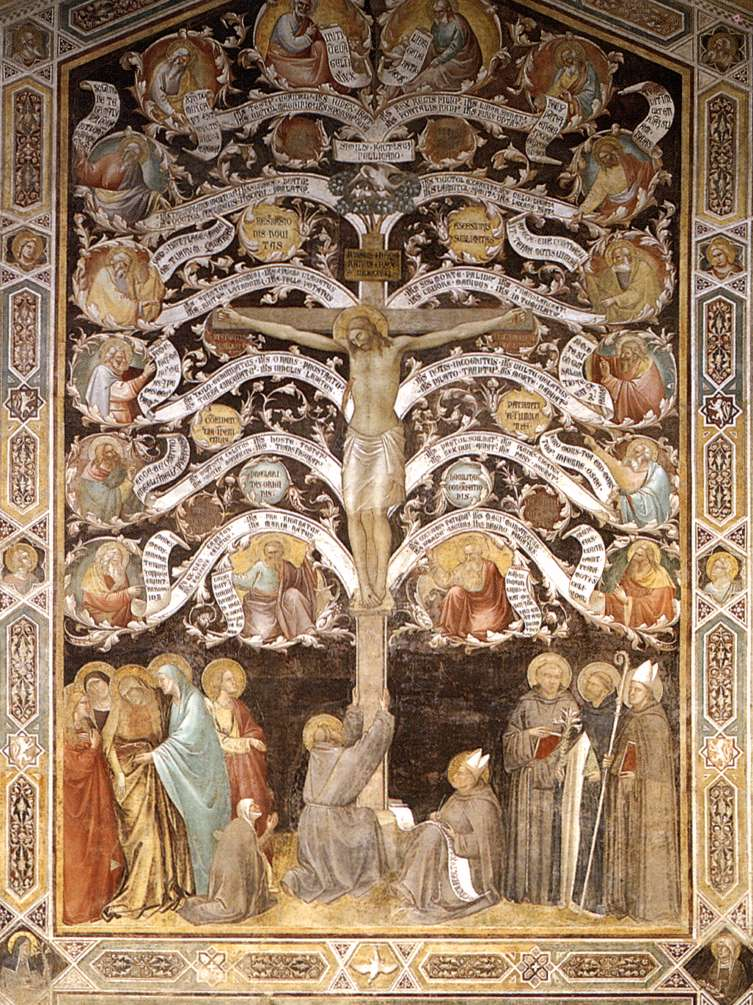
Albero della Vita, affresco di Taddeo Gaddi a Santa Croce in Firenze

L'albero della vita era un albero che, secondo il libro della Genesi, Dio pose nel Giardino dell'Eden, assieme all'albero della conoscenza del bene e del male. L'idea di un rimedio vegetale miracoloso che assicuri l'immortalità risale alla cultura mesopotamica e in particolare all'epopea di Gilgamesh, secondo cui una pianta pungente come un rovo, posta nel mondo sotterraneo sarebbe stata in grado di restituire la giovinezza.

## Origine biblica
L'esistenza dell'albero della vita compare due volte nei capitoli 2 e 3 della Genesi:
La brevità di questi riferimenti ha indotto diversi studiosi a ritenere che il tema non fosse presente nelle prime stesure del racconto biblico, seguendo la tesi proposta nel 1883 da Karl Budde. Si osservi, però, che l'importanza dell'albero viene sottolineata assegnandogli la posizione centrale nel giardino. Tale posizione sembra essere condivisa dall'albero della conoscenza del bene e del male. Secondo Andreas Michel, infatti, la collocazione centrale della frase "in mezzo di" indica in ebraico che essa deve essere applicata ad entrambi gli alberi. Questa tesi è confermata da Eva, che nel versetto 3,3 colloca esplicitamente in mezzo al giardino anche l'albero della conoscenza.
Il testo biblico, quindi, porrebbe entrambi gli alberi al centro del giardino dell'Eden come un simbolo dell'alternativa etica fondamentale fra la vita e la morte.
Si osservi che la vita è una prerogativa del dio biblico. Nell'Antico Testamento YHWH è chiamato "il Vivente" ben quindici volte in nove libri diversi per contrapporlo agli idoli morti dei pagani (a partire da Dt 5,26 sino a Dan 6,20.26). Anche Adamo prende vita solo quando YHWH gli comunica la propria con il suo soffio (Gen 2,7). La possibilità offerta ad Adamo di cibarsi dell'albero della vita significa che sin dall'inizio del mondo il progetto divino è la sua autopartecipazione all'uomo.
L'albero della vita è utilizzato più volte nel libro dei Proverbi come termine di paragone per indicare gli effetti salutari di alcuni comportamenti: attenersi alla Sapienza   (Pr 3,18), praticare la giustizia (Pr 11,30), non coltivare desideri insoddisfatti (Pr 13,12), parlare con dolcezza (Pr 15,4).

## L'albero della vita nel Nuovo Testamento
La bibbia cristiana che inizia con la descrizione del giardino dell'Eden, si chiude con la descrizione della Nuova Gerusalemme, il paradiso meraviglioso che attende i santi per la vita eterna. Il tema dell'albero della vita, perciò ricompare nell'Apocalisse: 
E ancora nella descrizione della 'nuova Gerusalemme', simbolo del Paradiso:

## L'albero della vita nelle tradizioni post-bibliche
Nei secoli successivi l'albero della vita è variamente interpretato come simbolo di entità ritenute fonte suprema di vita. Nella tradizione cristiana antica e medievale, per esempio, l'albero sarà considerato un simbolo della Croce di Cristo o del Cristo stesso. L'albero, poi, compare anche nello Zohar come simbolo della Torah.
(Sefer haZohar 181)

### La tradizione cristiana
Nella tradizione cristiana l'Albero della vita ha acquisito un significato simbolico variamente associato a Gesù Cristo, che è la vera sorgente di vita eterna. L'idea che l'albero della vita sia Cristo è introdotta da Agostino di Ippona e successivamente modificata da San Bonaventura, che ha insegnato che il frutto medicinale dell'albero della vita è Cristo stesso  e da Sant'Alberto Magno, che ha affermato che l' Eucaristia, il Corpo e il Sangue di Cristo, è il frutto dell'albero della vita, che dona la vita eterna.
L'albero della vita è considerato più comunemente un simbolo della Croce di Cristo; ancora oggi nella liturgia dell'Esaltazione della Santa Croce, nel prefazio si dice:
perché donde sorgeva la morte di là risorgesse la vita,
e chi dell'albero traeva vittoria, dall'albero venisse sconfitto.»
Anche Papa Benedetto XVI ha affermato che "la croce è il vero albero della vita".
Le rappresentazioni iconografiche dell'Albero della vita, inteso come croce sono numerose. Oltre a quella della Basilica di Santa Croce a Firenze, si ricordano quelle del mosaico di Otranto, della Basilica di Santa Maria Maggiore (Bergamo) e del Battistero di Parma.
Nel cristianesimo orientale l'albero della vita è l'amore di Dio.

### La tradizione ebraica
Nell'esegesi ebraica è insegnato che originariamente i due alberi erano uniti, in seguito Adamo ne separò le radici. Precedentemente al peccato originale Adamo si elevava carpendo continuamente i segreti e la modalità della sapienza superna.
Secondo molti commenti esegetici ebraici della Torah è stretta la connessione tra l'Albero della vita ed il melograno. Anche la stessa Torah è definita Albero della Vita. Pare, secondo un Midrash, che Adamo si sia reso anche colpevole per aver tagliato/rotto le radici dell'albero.

### Il rastafarianesimo
- Il Rastafarianesimo associa l'albero della Vita alla Cannabis ed il suo frutto alla marijuana.[7]

## Curiosità
- L'albero della vita  è stato adottato come il simbolo ufficiale della House of Yahweh di Yisrayl Hawkins.[8]